# Resolutie 214 Veiligheidsraad Verenigde Naties
Resolutie 214 van de Veiligheidsraad van de Verenigde Naties werd op 27 september 1965 zonder stemming
aangenomen. Dit gebeurde op de 1245e bijeenkomst van de VN-Veiligheidsraad. Die eiste dat India en Pakistan het pas gesloten staakt-het-vuren zouden respecteren.

## Achtergrond
Nadat eerst de oorlog om Kasjmir tussen India en Pakistan weer was opgelaaid, gingen deze beide partijen akkoord met de eis van de Veiligheidsraad in resolutie 211 om een staakt-het-vuren in te stellen en hun troepen terug te trekken.

## Inhoud
De Veiligheidsraad bemerkte de rapporten van secretaris-generaal U Thant. De resoluties 209, 210 en 211 werden bevestigd. De Veiligheidsraad was erg bezorgd omdat het overeengekomen staakt-het-vuren niet standhield, en herinnerde eraan dat het staakt-het-vuren unaniem gesteund werd door de Veiligheidsraad en het akkoord van zowel India als Pakistan kreeg. De Veiligheidsraad eiste dat de partijen de overeenkomst zouden naleven en onmiddellijk hun troepen zouden terugtrekken, in volledige naleving van resolutie 211.
Lijst ·  200 ·  201 ·  202 ·  203 ·  204 ·  205 ·  206 ·  207 ·  208 ·  209 ·  210 ·  211 ·  212 ·  213 ·  214 ·  215 ·  216 ·  217 ·  218 ·  219